# 塞瓦斯蒂安·皮涅拉之死和国葬
2024年2月6日，智利政府宣布前总统塞巴斯蒂安·皮涅拉去世，享年74岁。死因是在在智利南部河大区的拉戈兰科度假时因直升机事故身亡。这架直升机在距兰科湖南岸约40米处坠毁，地点位于兰科湖以东的伊利胡埃。
当晚晚些时候，总统加夫列尔·博里奇在拉莫内达宫发表讲话，宣布全国哀悼三天，并為皮涅拉舉行国葬。